# 6,7-メチレンジオキシ-N-メチル-2-アミノテトラリン
6,7-メチレンジオキシ-N-メチル-2-アミノテトラリンまたはMDMATは、非神経毒性の選択的セロトニン放出薬で、エンタクトゲンをもたらすと考えられている薬剤である。6,7-メチレンジオキシ-2-アミノテトラリン(MDAT)のN-メチル化誘導体であり、メチレンジオキシメタンフェタミン(MDMA)の3,4-メチレンジオキシアンフェタミン(MDA)に対する関係、または5,6-メチレンジオキシ-N-メチル-2-アミノインダン(MDMAI)の5,6-メチレンジオキシ-2-アミノインダン(MDAI)に対する関係と類似している。2010年以降、オンラインで研究用試薬として販売されている。